# Dómine
El dómine es un festejo jocoso popular y un género lírico-satírico antiguo del folclore manchego propio de la localidad de Miguelturra, en la provincia española de Ciudad Real, donde aún se mantiene vivo.

## Costumbre
Por la tarde del día correspondiente a sábado de gloria en Semana Santa es corriente que grupos de diez a doce personas, generalmente mujeres, se reúnan espontáneamente para confeccionar un pelele o muñeco relleno de paja suelta vestido de ropas viejas con un "arcabuz" por cabeza. Se lo adorna pícaramente con un gran collar de cascarones de huevo y un pimiento rojo seco que cuelga de la bragueta unido a dos cabezas de ajo, o bien un pájaro muerto. A veces se añaden otros elementos.
El muñeco, llamado "Judas", es paseado atado a una silla por todo el pueblo y se lo bendice burlonamente en las esquinas con una brocha de enjalbegar cargada de agua, manteándoselo de trecho en trecho con gran jolgorio y alboroto, pero procurando protegerlo de los muchachos que pretenden destrozarlo antes de hacerle justicia, entre cantos de "dómines" y tragos de vino. A la caída de la tarde se procede al ahorcamiento y después a su decapitación, desmembración y reventamiento... hasta que lo que queda del Judas es difícil de discernir.
El ahorcamiento se organiza atando una cuerda al cuello del Judas y pasando después cada extremo de ella por ventanas o balcones opuestos de una calle. Colgado así el Judas en medio de la vía, es subido y bajado con fuertes tirones de los extremos de la soga hasta que, roto y despanzurrado, caía al suelo para ser destrozado por la chiquillería y el resto de los concurrentes.

## Coplas
Los dómines que acompañan a esta costumbre son cuartetas de rima asonante, picantes, irreverentes y en su mayoría anticlericales, genuinas de Miguelturra y conocidas por toda la geografía española por el eco que han tenido en muchos grupos folclóricos. Tras cada verso de la cuarteta, pronunciada por un solista, un coro canta un ¡Dómine! en tono pseudosolemne o en falsete, parodiando el Domine Jesuchriste! de la misa pro defunctis. Este es un ejemplo:
Solista: El que nace pobre y feo
Coro: Dómineee.
Solista: se casa y le hacen cabrón
Compaña: Dómineee.
Solista: se muere y va a los infiernos
Compaña: Dómineee.
Solista: qué tiene que agradecerle a Dios.
Compaña: Dómine fuiste, dómineee, / y no pudiste, dómineee. / Amén.